# Херсонес (учебный фрегат)
«Херсонес» — учебный трёхмачтовый фрегат (корабль с полным прямым парусным вооружением), учебная база Севастопольского филиала Государственного морского университета им. адмирала Ф. Ф. Ушакова (порт приписки — Сочи).
Построен в Польше на Гданьской судоверфи им Ленина в 1989 году. Первоначально назван «Александр Грин», но по окончании постройки переименован в «Херсонес» в честь 1000-летия крещения Руси.

## Конструкция
Это трёхмачтовое судно имеет полное прямое парусное вооружение 3-мачтового корабля. 26 парусов управляются исключительно вручную и являются основным движителем судна. Два двигателя с приводом на один винт служат для плавания в штормовых условиях, а также при входе и выходе из порта. Винт регулируемого шага может переводиться в так называемое «флюгерное положение» для уменьшения сопротивления при движении под парусами.

## История

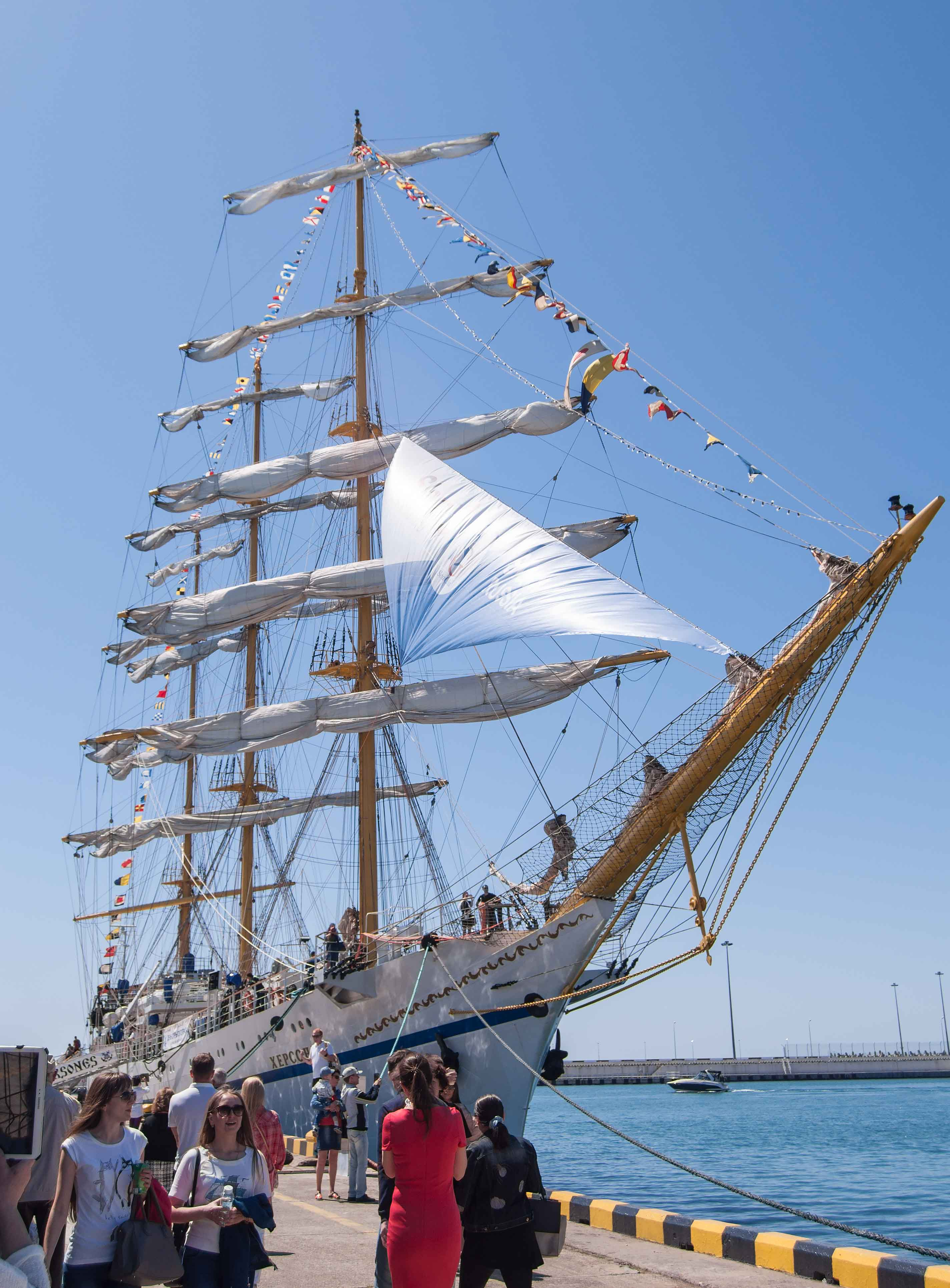
Фрегат «Херсонес» на выставке яхт и катеров «Sochi Yacht Show»

Современное учебное парусное судно «Херсонес» было построено в Гданьске по правилам и под надзором Морского регистра СССР по заказу Министерства рыбного хозяйства СССР.  Киль заложен 24 декабря 1987 года, строительный номер 3.  В 1989 году судно было передано Севастопольскому ПОРП[прояснить] «Атлантика» (судовладелец до 1991 года). Первым капитаном стал Елфимов Олег Евгеньевич, который в составе государственной комиссии принял судно в Гданьске. Ему и довелось наречь судно «Херсонесом». Перед тем, как стать капитаном на «Херсонесе», Елфимов длительное время был капитаном-дублером на барке «Седов».
В Польше были построены шесть однотипных судов: головной «Дар молодёжи» для Гдыни, «Дружба» для Одессы, «Мир» для Ленинграда, «Паллада» и «Надежда» для Владивостока.
В 1997 году парусник стал первым и последним парусным судном под украинским флагом, обогнувшим мыс Горн под парусами и с выключенными двигателями (cледует иметь в виду, что предыдущий раз парусник такого класса огибал мыс Горн в 1949 году, это был барк «Памир»). С тех пор повторить достижение «Херсонеса» никто не смог. Все другие крупные украинские парусники были вынуждены включать двигатели для прохождения через пролив Дрейка.
С 1991 по 2006 год фрегат являлся учебной базой Керченского государственного морского технологического университета. Одновременно на условиях аренды эксплуатировался туристической компанией «Инмарис» (нем. INMARIS Maritime Service GmbH) в качестве круизного судна. В 2006 года из-за финансового спора между арендатором и судовладельцем (Украина не заплатила германской фирме за проведенные ремонтные работы и судно оказалось под угрозой ареста) эксплуатация была прекращена, судно поставлено в отстой в порту Керчь.
При постройке корпус судна был выкрашен в белые цвета с синим декором кормы, подобным отделке других однотипных судов, и полосой вдоль борта. Это решение было принято первым капитаном судна О. Е. Елфимовым. В 2003 году корпус судна был покрашен тёмно-красной краской фирмы AKZO-Farben, украшен полосой песочно-золотистой охры вдоль борта и орнаментом того же цвета на корме.
В 2014 году, после аннексии Крыма Российской Федерацией, между Росрыболовством и Минтрансом России возник спор за право владения судном, окончившийся в пользу Минтранса в лице ФГУП «Росморпорт».
9 октября 2015 фрегат прибыл для прохождения ремонта в Севастопольский филиал ЦС «Звездочка» и 10 декабря был поставлен в док. 11 июня 2016 ремонт был окончен. Кораблю возвращена первоначальная окраска, только декор кормы и форштевня выполнен "золотым". Гендиректор «Росморпорта» Андрей Тарасенко сообщил, что «Херсонес» стал базироваться в Севастополе. Проход в Керчь стал невозможен из-за ограничения подмостового габарита Керченского моста в 35 метров.
Парусник «Херсонес» принял участие в черноморской регате «SCF Black Sea Tall Ships Regatta – 2016», а в 2021 году поменял белые на красные (алые) паруса. Ежегодно парусник принимает участие в фестивалях «Тавриды.АРТ»

## Основные технические характеристики судна

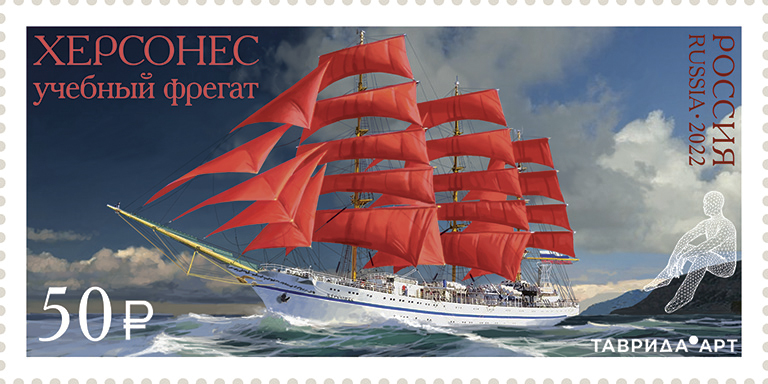
Почтовая марка

- Почтовая маркаДлина наибольшая (с бушпритом) — 108,6 м
- Ширина наибольшая — 14,0 м
- Максимальная осадка — 7,3 м
- Переменные массы  (дедвейт) — 840 т
- Высота грот мачты — 51 м
- Судовая силовая установка: два главных дизельных двигателя Zultzer-Zigelski общей мощностью 1140 л. с.(2 х 570), привод ВРШ через редуктор с гидромуфтами
- Место постройки: Гданьская судоверфь (код проекта — B810/03)
- Главный конструктор: Зигмунд Хорень.